# Volumenfestkörper
Der Volumenfestkörper oder das Festkörpervolumen ist der Beschichtungstechnik der Volumenanteil eines festen Beschichtungsmaterials, der in einem flüchtigen Lösungsmittel gelöst ist, gemessen in Prozent.